# Helleborus orientalis
Helleborus orientalis là một loài thực vật có hoa trong họ Mao lương. Loài này được Lam. mô tả khoa học đầu tiên năm 1789. Đây là loài bản địa Hy Lạp và Thổ Nhĩ Kỳ. Tên cụ thể loài xuất phát từ tiếng Latin oriens (đông). Loài này có các khác biệt rất cáo và dễ dàng lai với nhau một cách tự do.

## Hình ảnh

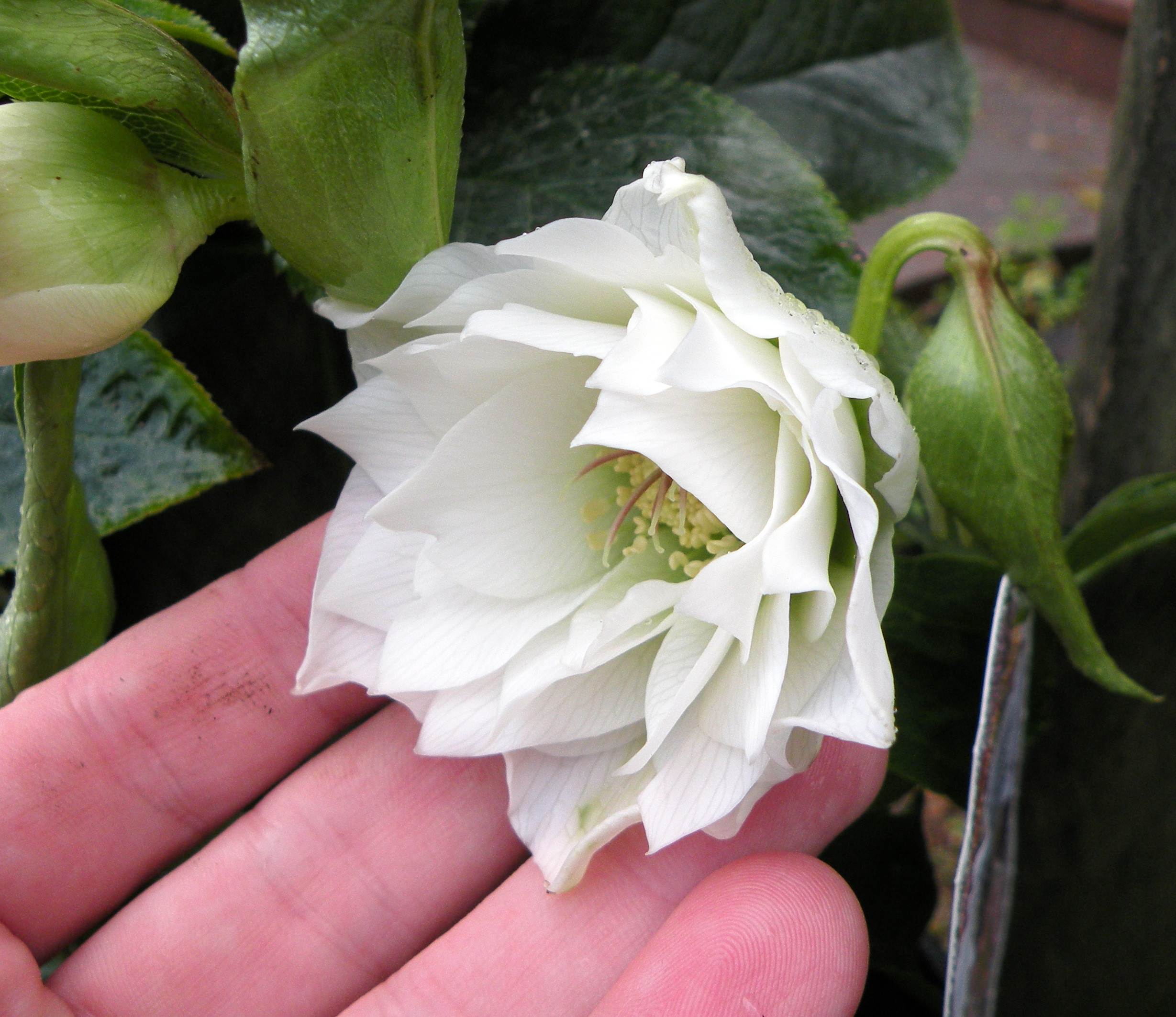
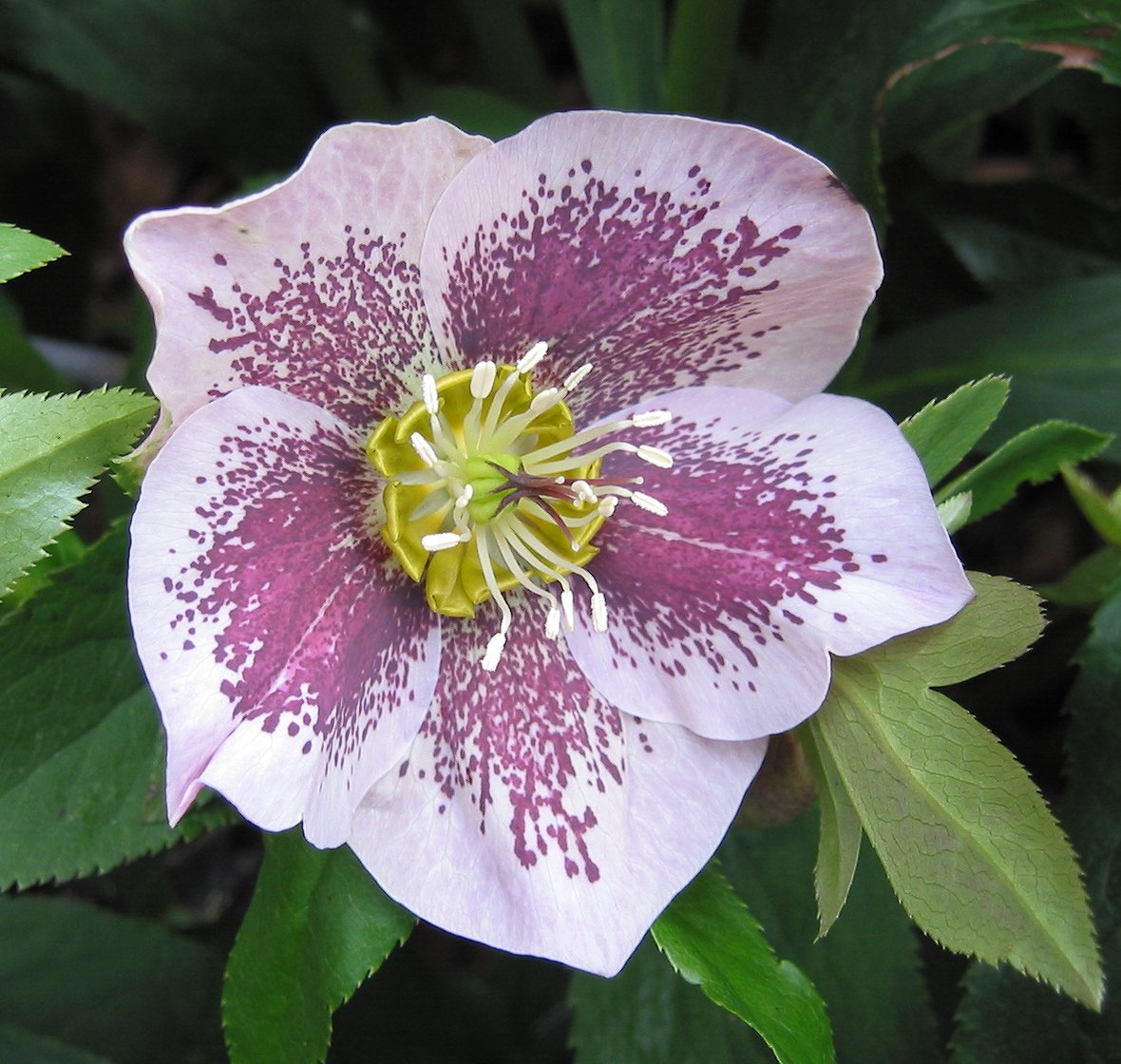
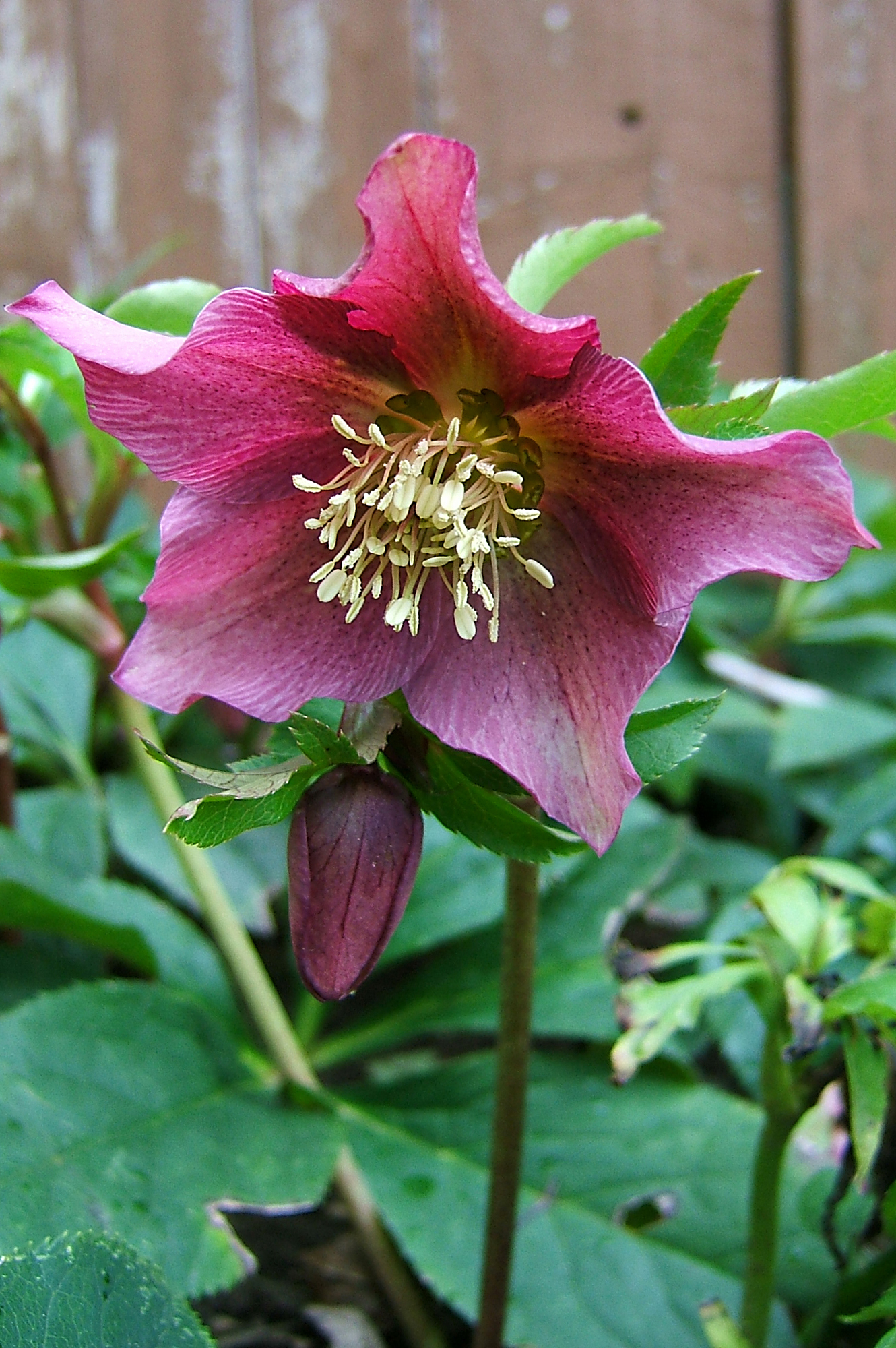
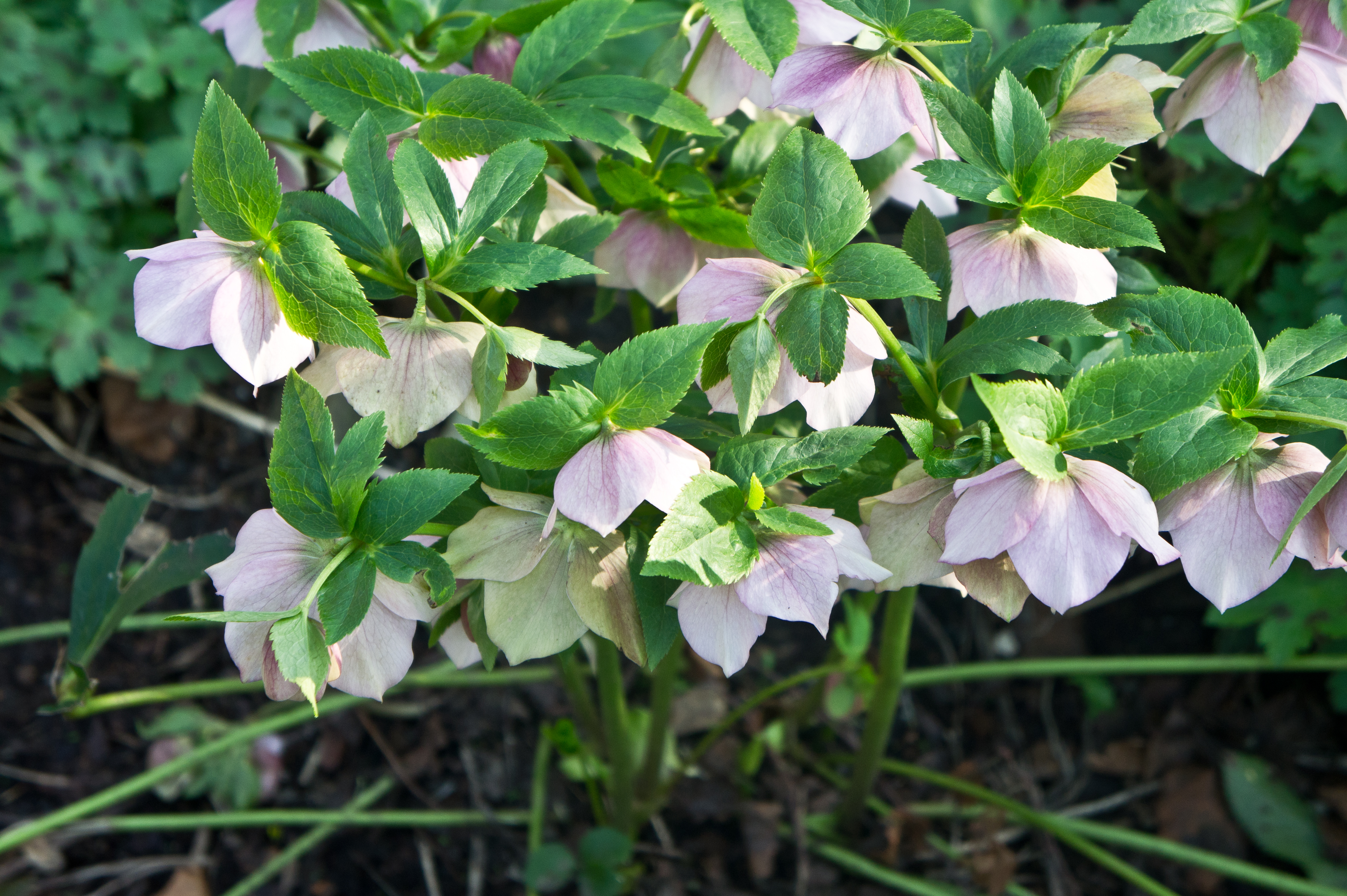